# Promozione Puglia 1979-1980
Nella stagione 1979-1980 la Promozione era sesto livello del calcio italiano (il massimo livello regionale). Qui vi sono le statistiche relative al campionato in Puglia.
Il campionato è strutturato in vari gironi all'italiana su base regionale, gestiti dai Comitati Regionali di competenza. Promozioni alla categoria superiore e retrocessioni in quella inferiore non erano sempre omogenee; erano quantificate all'inizio del campionato dal Comitato Regionale secondo le direttive stabilite dalla Lega Nazionale Dilettanti, ma flessibili, in relazione al numero delle società retrocesse dal Campionato Interregionale e perciò, a seconda delle varie situazioni regionali, la fine del campionato poteva avere degli spareggi sia di promozione che di retrocessione.

## Girone A

### Squadre partecipanti
| Club                         | Città                      |
| ---------------------------- | -------------------------- |
| A.S.C. Acquaviva             | Acquaviva delle Fonti (BA) |
| F.C. AVIS Edilsport Altamura | Altamura (BA)              |
| Pol. Arpifoggia              | Foggia                     |
| U.S. Bitonto                 | Bitonto (BA)               |
| S.S. Canosa                  | Canosa di Puglia (BA)      |
| S.S. Cassano                 | Cassano Murge (BA)         |
| U.S. Corato                  | Corato (BA)                |
| U.S. Giovinazzo              | Giovinazzo (BA)            |
| U.S. Modugno                 | Modugno (BA)               |
| Pol. Mola                    | Mola di Bari (BA)          |
| U.S. Noicattaro              | Noicattaro (BA)            |
| S.S. Pro Gioia               | Gioia del Colle (BA)       |
| A.C. Triggiano               | Triggiano (BA)             |
| A.S. Ruvo                    | Ruvo di Puglia (BA)        |
| U.S. San Severo              | San Severo (FG)            |
| A.S. Valenzano               | Valenzano (BA)             |

### Classifica finale
|  | Pos. | Squadra    | Pt  | G   | V   | N   | P   | GF  | GS  | DR  |
|  | ---- | ---------- | --- | --- | --- | --- | --- | --- | --- | --- |
|  | 1.   | Canosa     | 40  | 30  | 13  | 14  | 3   | 43  | 26  | +17 |
|  | 2.   | Noicattaro | 39  | 30  | 15  | 9   | 6   | 34  | 21  | +13 |
|  | 3.   | Pro Gioia  | 34  | 30  | 10  | 14  | 6   | 34  | 28  | +6  |
|  | 4.   | Modugno    | 34  | 30  | 13  | 8   | 9   | 31  | 23  | +8  |
|  | 5.   | Corato     | 33  | 30  | 11  | 11  | 8   | 38  | 35  | +3  |
|  | 6.   | Triggiano  | 31  | 30  | 10  | 11  | 9   | 32  | 24  | +8  |
|  | 7.   | Acquaviva  | 31  | 30  | 8   | 15  | 7   | 25  | 23  | +2  |
|  | 8.   | Altamura   | 31  | 30  | 11  | 9   | 10  | 41  | 41  | 0   |
|  | 9.   | Ruvo       | 30  | 30  | 9   | 12  | 9   | 27  | 25  | +2  |
|  | 10.  | Mola       | 29  | 30  | 11  | 7   | 12  | 34  | 35  | -1  |
|  | 11.  | Arpifoggia | 28  | 30  | 10  | 8   | 12  | 31  | 36  | -5  |
|  | 12.  | Giovinazzo | 28  | 30  | 10  | 8   | 12  | 37  | 43  | -6  |
|  | 13.  | Cassano    | 26  | 30  | 8   | 10  | 12  | 26  | 35  | -9  |
|  | 14.  | Valenzano  | 24  | 30  | 5   | 14  | 11  | 32  | 37  | -5  |
|  | 15.  | San Severo | 23  | 30  | 7   | 9   | 14  | 20  | 37  | -17 |
|  | 16.  | Bitonto    | 19  | 30  | 6   | 7   | 17  | 17  | 34  | -17 |
|  |      |            | 480 | 480 | 157 | 166 | 157 | 502 | 502 | 0   |

Legenda:

         Promosso in Serie D 1980-1981.
         Retrocesso in Prima Categoria 1980-1981.
Note:
Due punti a vittoria, uno a pareggio, zero a sconfitta.
Il San Severo è poi stato riammesso.

## Girone B

### Squadre partecipanti
| Club                     | Città                  |
| ------------------------ | ---------------------- |
| U.S. Antonio Toma Maglie | Maglie (LE)            |
| U.S. Calimera            | Calimera (LE)          |
| Pol. Carovigno           | Carovigno (BR)         |
| A.S. Castellana          | Castellana Grotte (BA) |
| Pol. Castellaneta        | Castellaneta (TA)      |
| A.C. Copertino           | Copertino (LE)         |
| U.S. Pro Italia Galatina | Galatina (LE)          |
| A.S. Ginosa              | Ginosa (TA)            |
| Gioventù Brindisi Calcio | Brindisi               |
| A.C. Locorotondo         | Locorotondo (BA)       |
| U.S. Lorenzo Mariano     | Scorrano (LE)          |
| A.C. Massafra            | Massafra (TA)          |
| A.C. Ostuni Sport        | Ostuni (BR)            |
| A.C. Putignano Calcio    | Putignano (BA)         |
| S.S. Racale              | Racale (LE)            |
| U.S. Tricase             | Tricase (LE)           |

### Classifica finale
|  | Pos. | Squadra             | Pt  | G   | V   | N   | P   | GF  | GS  | DR  |
|  | ---- | ------------------- | --- | --- | --- | --- | --- | --- | --- | --- |
|  | 1.   | Gioventù Brindisi   | 45  | 30  | 16  | 13  | 1   | 46  | 20  | +26 |
|  | 2.   | Massafra            | 42  | 30  | 15  | 12  | 3   | 46  | 16  | +30 |
|  | 3.   | Toma Maglie         | 32  | 30  | 11  | 10  | 9   | 28  | 21  | +7  |
|  | 4.   | Carovigno           | 32  | 30  | 11  | 10  | 9   | 23  | 21  | +2  |
|  | 5.   | Lorenzo Mariano     | 32  | 30  | 12  | 8   | 10  | 28  | 30  | -2  |
|  | 6.   | Ginosa              | 31  | 30  | 13  | 5   | 12  | 55  | 33  | +22 |
|  | 7.   | Tricase             | 31  | 30  | 11  | 9   | 10  | 38  | 28  | +10 |
|  | 8.   | Copertino           | 31  | 30  | 10  | 11  | 9   | 23  | 23  | 0   |
|  | 9.   | Pro Italia Galatina | 31  | 30  | 8   | 15  | 7   | 20  | 15  | +5  |
|  | 10.  | Ostuni              | 29  | 30  | 9   | 11  | 10  | 34  | 35  | -1  |
|  | 11.  | Locorotondo         | 29  | 30  | 8   | 13  | 9   | 20  | 25  | -5  |
|  | 12.  | Racale              | 28  | 30  | 9   | 10  | 11  | 18  | 28  | -10 |
|  | 13.  | Putignano           | 25  | 30  | 10  | 5   | 15  | 43  | 32  | +11 |
|  | 14.  | Castellana          | 25  | 30  | 8   | 9   | 13  | 26  | 35  | -9  |
|  | 15.  | Calimera            | 20  | 30  | 7   | 6   | 17  | 22  | 38  | -16 |
|  | 16.  | Castellaneta (-2)   | 15  | 30  | 5   | 7   | 18  | 12  | 82  | -70 |
|  |      |                     | 478 | 480 | 163 | 154 | 163 | 482 | 482 | 0   |

Legenda:

         Promosso in Serie D 1980-1981.
         Retrocesso in Prima Categoria 1980-1981.
Note:
Due punti a vittoria, uno a pareggio, zero a sconfitta.
Il Castellaneta è stato penalizzato con la sottrazione di 2 punti in classifica.